# Сосновский, Борис Алексеевич
Бори́с Алексе́евич Сосно́вский (род. 17 мая 1941) — отечественный учёный-психолог, педагог.
Специалист в области общей и педагогической психологии, психологии личности, психологии труда и инженерной психологии. Автор классических учебников: «Лабораторный практикум по общей психологии», «Психология: Учебник для педагогических вузов», «Психология руководителя: потребностно-смысловые аспекты». Соавтор-разработчик теста-опросника Орлова-Сосновского для измерения мотивационно-смысловых образований личности. Создатель базовой психологической модели структуры личности и потребностно-смыслового подхода к изучению психики.
Доктор психологических наук (1992, докторская диссертация по мотивации и смыслообразованию), профессор (1993), эксперт Российского фонда фундаментальных исследований и Российского научного фонда. Автор более 300 публикаций. Под руководством Б. А. Сосновского защищено 24 кандидатских и 3 докторских диссертации по психологии.

## Биография и профессиональная деятельность
Коренной москвич. После окончания срочной воинской службы на Балтийском Флоте (корабль аварийно-спасательной службы), окончил с отличием факультет психологии МГУ им. М.В. Ломоносова.
Работал в аппарате управления Министерства судостроительной промышленности СССР. Далее в течение пяти лет руководил группой инженерной психологии Центрального морского научно-исследовательского института «Агат» того же министерства, принимая участие в проектировании и создании ряда автоматизированных систем управления для нужд кораблей Военно-морского флота.
С 1973 г. занимается преподавательской деятельностью в вузах Москвы (от старшего преподавателя до заведующего кафедрой, профессора).
В 1982-84 гг. по командировке Министерства просвещения СССР работал в Афганистане, участвуя в создании и организации работы Кабульского пединститута.
В 1987—2006 гг. работал в Московском педагогическом государственном университете — головной вуз отрасли, где в течение 15-ти лет заведовал общеуниверситетской кафедрой психологии. Являлся председателем Учебно-методического совета по психологии, членом Президиума Учебно-методического объединения педагогических учебных заведений, держателем научных грантов по педагогической психологии Министерства образования РФ, разработчиком Государственных образовательных стандартов по психологии. Являлся организатором и директором НИИ дидактики и психологии высшего образования при МПГУ, руководя разработкой многих исследовательских и издательских проектов Министерства образования и науки РФ и Российской академии образования. Был членом экспертного совета по психологии Российского государственного научного фонда (РГНФ), членом ряда научных и координационных советов по психологии, диссертационных советов. В течение 10 лет — заместитель председателя докторского Диссертационного совета по психологии при МПГУ, член Экспертного совета ВАК РФ по психологии и педагогике.
В 2006—2019 гг. проживал в Алтайском крае и работал в Алтайском государственном техническом университете им. И. И. Ползунова заведующим кафедрой «коммуникативных, социокультурных и образовательных технологий».
С 2019 г. проживает в г. Екатеринбурге, преподает в московском "Институте практической психологии и психотерапии" Национального образовательного центра. 

## Семья
Женат, воспитывает дочь.

## Награды
- медаль «В память 850-летия Москвы» (1997),
- медаль К. Д. Ушинского (2006).

## Основные публикации
- «Лабораторный практикум по общей психологии», М., Просвещение, 1979
- «Общая психология» (на языке дари), М., Прогресс, 1987
- «Психология человека в условиях социальной нестабильности», М., 1994
- «Психологические аспекты социальной нестабильности», М., 1995
- «О психологии ученого и педагога современной России», М., 1996
- «Мотив и смысл», М., Прометей, 1993
- Психология: Учебник для педагогических вузов. Под ред. Б. А. Сосновского, М., Юрайт, 2005, 2019
- Психология: Учебник для педагогических вузов. Под ред. Б. А. Сосновского, М., Высшее образование, 2008, 2009, 2013, 2014
- Общая психология: учебник для академического бакалавриата /Б. А. Сосновский, О. Н. Молчанова, Э. Д. Телегина;под ред. Б. А. Сосновского.- 3-е изд.перераб.и доп.-М., Юрайт, 2020
- Социальная психология: учебное пособие для академического бакалавриата / Б. А. Сосновский, Ф. Г. Асадуллина; под ред. Б. А. Сосновского. М.: Юрайт, 2020
- Возрастная и педагогическая психология: учебник для академического бакалавриата /Б. А. Сосновский, О. В. Калинова, О. Н. Молчанова, А. К. Маркова, Э.Д,Телегина; под ред. Б. А. Сосновского, М., Юрайт, 2019
- Психология руководителя: потребностно-смысловые аспекты. Учебник для вузов. /Б. А. Сосновский, Е. А. Лебедева. М., Юрайт, 2021